# Andrea de Adamich
Andrea Lodovico de Adamich (* 3. Oktober 1941 in Triest) ist ein ehemaliger italienischer Automobilrennfahrer.

## Karriere
De Adamich fuhr in der Zeit von 1968 bis 1973 bei verschiedenen Teams in der Formel 1. Erste sportliche Erfolge errang er in der italienischen Formel-3-Meisterschaft, die er 1965 gewann. Seine Formel-1-Karriere wurde 1973 durch einen Unfall beim Großen Preis von Großbritannien beendet, als er bei der durch einen Dreher von Jody Scheckter ausgelösten Massenkollision Knochenbrüche an beiden Beinen erlitt.
Parallel zu seiner Zeit in der Formel 1 fuhr er sehr erfolgreich bei der von 1968 bis 1975 ausgetragenen Markenweltmeisterschaft für Sport-Prototypen, Sportwagen und GT-Wagen. Er fuhr die letzten beiden Jahre der Rennserie, in der unter anderem auch Steve McQueen seiner Rennleidenschaft folgte. 1971 gewann er auf seinem Alfa Romeo 33 zwei Läufe und wurde mit 111 Punkten Zweiter der Gesamtwertung, knapp geschlagen von Pedro Rodríguez.
Heute führt de Adamich durch Sportsendungen im Fernsehen.
|  |  |

## Statistik

### Formel-1-Ergebnistabelle
| Jahr | Team      | Chassis        | Motor         | 1       | 2      | 3     | 4     | 5       | 6      | 7       | 8      | 9      | 10      | 11      | 12      | 13 | 14 | 15 | WM  | Punkte |
| ---- | --------- | -------------- | ------------- | ------- | ------ | ----- | ----- | ------- | ------ | ------- | ------ | ------ | ------- | ------- | ------- | -- | -- | -- | --- | ------ |
| 1968 | Ferrari   | Ferrari 312/67 | Ferrari V12   |         |        |       |       |         |        |         |        |        |         |         |         |    |    |    | –   | 0      |
| 1968 | Ferrari   | Ferrari 312/67 | Ferrari V12   | DNF     |        |       |       |         |        |         |        |        |         |         |         |    |    |    | –   | 0      |
| 1970 | McLaren   |                |               |         |        |       |       |         |        |         |        |        |         |         |         |    |    |    | –   | 0      |
| 1970 | McLaren   | McLaren M7D    | Alfa Romeo V8 |         | DNQ    | DNQ   |       |         | NC     | DNS     |        |        |         |         |         |    |    |    | –   | 0      |
| 1970 | McLaren   | McLaren M14D   | Alfa Romeo V8 |         |        |       |       | DNQ     |        |         | DNQ    | 12     | 8       | DNF     | DNQ     |    |    |    | –   | 0      |
| 1971 | STP March | March 711      | Alfa Romeo V8 |         |        |       |       |         |        |         |        |        |         |         |         |    |    |    | –   | 0      |
| 1971 | STP March | March 711      | Alfa Romeo V8 | 13      | DNF    |       |       | DNF     | NC     | DNF     |        | DNF    |         | 11      |         |    |    |    | –   | 0      |
| 1972 | Surtees   | Surtees TS9B   | Cosworth V8   |         |        |       |       |         |        |         |        |        |         |         |         |    |    |    | 17. | 3      |
| 1972 | Surtees   | Surtees TS9B   | Cosworth V8   | ARG DNF | RSA NC | ESP 4 | MON 7 | BEL DNF | FRA 14 | GBR DNF | GER 13 | AUT 14 | ITA DNF | CAN DNF | USA DNF |    |    |    | 17. | 3      |
| 1973 |           |                |               |         |        |       |       |         |        |         |        |        |         |         |         |    |    |    | 16. | 3      |
| 1973 | Surtees   | Surtees TS9B   | Cosworth V8   |         |        | 8     |       |         |        |         |        |        |         |         |         |    |    |    | 16. | 3      |
| 1973 | Brabham   | Brabham BT37   | Cosworth V8   |         |        |       | DNF   | 4       | 7      |         | DNF    |        |         |         |         |    |    |    | 16. | 3      |
| 1973 | Brabham   | Brabham BT42   | Cosworth V8   |         |        |       |       |         |        |         |        | DNF    |         |         |         |    |    |    | 16. | 3      |

| Legende  | Legende            | Legende                                                          |
| Farbe    | Abkürzung          | Bedeutung                                                        |
| -------- | ------------------ | ---------------------------------------------------------------- |
| Gold     | –                  | Sieg                                                             |
| Silber   | –                  | 2. Platz                                                         |
| Bronze   | –                  | 3. Platz                                                         |
| Grün     | –                  | Platzierung in den Punkten                                       |
| Blau     | –                  | Klassifiziert außerhalb der Punkteränge                          |
| Violett  | DNF                | Rennen nicht beendet (did not finish)                            |
| Violett  | NC                 | nicht klassifiziert (not classified)                             |
| Rot      | DNQ                | nicht qualifiziert (did not qualify)                             |
| Rot      | DNPQ               | in Vorqualifikation gescheitert (did not pre-qualify)            |
| Schwarz  | DSQ                | disqualifiziert (disqualified)                                   |
| Weiß     | DNS                | nicht am Start (did not start)                                   |
| Weiß     | WD                 | zurückgezogen (withdrawn)                                        |
| Hellblau | PO                 | nur am Training teilgenommen (practiced only)                    |
| Hellblau | TD                 | Freitags-Testfahrer (test driver)                                |
| ohne     | DNP                | nicht am Training teilgenommen (did not practice)                |
| ohne     | INJ                | verletzt oder krank (injured)                                    |
| ohne     | EX                 | ausgeschlossen (excluded)                                        |
| ohne     | DNA                | nicht erschienen (did not arrive)                                |
| ohne     | C                  | Rennen abgesagt (cancelled)                                      |
| ohne     | keine WM-Teilnahme |                                                                  |
| sonstige | P/fett             | Pole-Position                                                    |
| sonstige | 1/2/3/4/5/6/7/8    | Punktplatzierung im Sprint-/Qualifikationsrennen                 |
| sonstige | SR/kursiv          | Schnellste Rennrunde                                             |
| sonstige | *                  | nicht im Ziel, aufgrund der zurückgelegten Distanz aber gewertet |
| sonstige | ()                 | Streichresultate                                                 |
| sonstige | unterstrichen      | Führender in der Gesamtwertung                                   |

### Le-Mans-Ergebnisse
| Jahr | Team          | Fahrzeug              | Teamkollege     | Platzierung | Ausfallgrund |
| ---- | ------------- | --------------------- | --------------- | ----------- | ------------ |
| 1970 | Autodelta SpA | Alfa Romeo Tipo 33/3  | Piers Courage   | Ausfall     | Elektrik     |
| 1972 | Autodelta SpA | Alfa Romeo Tipo 33TT3 | Nino Vaccarella | Rang 4      |              |

### Sebring-Ergebnisse
| Jahr | Team             | Fahrzeug             | Teamkollege        | Teamkollege     | Platzierung | Ausfallgrund       |
| ---- | ---------------- | -------------------- | ------------------ | --------------- | ----------- | ------------------ |
| 1965 | Autodelta S.p.A. | Alfa Romeo Giulia TZ | Roberto Bussinello |                 | Rang 24     |                    |
| 1967 | Autodelta        | Alfa Romeo T33       | Teodoro Zeccoli    |                 | Ausfall     | Aufhängung         |
| 1969 | Autodelta S.P.A. | Alfa Romeo T33/3     | Mario Casoni       |                 | Ausfall     | Zylinder überhitzt |
| 1970 | Autodelta S.P.A. | Alfa Romeo T33/3     | Piers Courage      |                 | Rang 8      |                    |
| 1971 | Autodelta S.p.a. | Alfa Romeo T33/3     | Henri Pescarolo    | Nino Vaccarella | Rang 3      |                    |
| 1972 | Autodelta S.p.a. | Alfa Romeo T33/TT/3  | Nanni Galli        |                 | Ausfall     | Reifenschaden      |

### Einzelergebnisse in der Sportwagen-Weltmeisterschaft
| Saison | Team                                           | Rennwagen                   | 1   | 2   | 3   | 4   | 5   | 6   | 7   | 8   | 9   | 10  | 11  | 12  | 13  | 14  | 15  | 16  | 17  | 18  | 19  | 20  |
| ------ | ---------------------------------------------- | --------------------------- | --- | --- | --- | --- | --- | --- | --- | --- | --- | --- | --- | --- | --- | --- | --- | --- | --- | --- | --- | --- |
| 1964   | Jolly Club                                     | Alfa Romeo Giulia           | DAY | SEB | TAR | MON | SPA | CON | NÜR | ROS | LEM | REI | FRE | CCE | RTT | SIM | NÜR | MON | TDF | BRI | BRI | PAR |
| 1964   | Jolly Club                                     | Alfa Romeo Giulia           |     |     |     |     |     |     |     |     |     |     |     |     |     | DNF |     |     |     |     |     |     |
| 1965   | Autodelta Jolly Club                           | Alfa Romeo TZ Ferrari 250LM | DAY | SEB | BOL | MON | MON | RTT | TAR | SPA | NÜR | MUG | ROS | LEM | REI | BOZ | FRE | CCE | OVI | NÜR | BRI | BRI |
| 1965   | Autodelta Jolly Club                           | Alfa Romeo TZ Ferrari 250LM |     | 24  |     |     | 7   |     | DNF |     | 17  |     |     |     |     |     |     |     |     |     |     |     |
| 1966   | Autodelta                                      | Alfa Romeo TZ               | DAY | SEB | MON | TAR | SPA | NÜR | LEM | MUG | CCE | HOK | SIM | NÜR | ZEL |     |     |     |     |     |     |     |
| 1966   | Autodelta                                      | Alfa Romeo TZ               |     |     | 11  |     |     | 21  |     |     |     |     |     |     |     |     |     |     |     |     |     |     |
| 1967   | Autodelta                                      | Alfa Romeo T33              | DAY | SEB | MON | SPA | TAR | NÜR | LEM | HOK | MUG | BRH | CCE | ZEL | OVI | NÜR |     |     |     |     |     |     |
| 1967   | Autodelta                                      | Alfa Romeo T33              |     | DNF |     |     | DNF | 5   |     |     | DNF |     |     |     |     |     |     |     |     |     |     |     |
| 1969   | Autodelta Taylor Racing Alfa Romeo Deutschland | Alfa Romeo T33 Lola T70     | DAY | SEB | BRH | MON | TAR | SPA | NÜR | LEM | WAT | ZEL |     |     |     |     |     |     |     |     |     |     |
| 1969   | Autodelta Taylor Racing Alfa Romeo Deutschland | Alfa Romeo T33 Lola T70     |     | DNF |     | 5   | 39  |     | 15  |     |     | DNF |     |     |     |     |     |     |     |     |     |     |
| 1970   | Autodelta                                      | Alfa Romeo T33              | DAY | SEB | BRH | MON | TAR | SPA | NÜR | LEM | WAT | ZEL |     |     |     |     |     |     |     |     |     |     |
| 1970   | Autodelta                                      | Alfa Romeo T33              |     | 8   | DNF | 13  | 41  |     |     | DNF |     | 2   |     |     |     |     |     |     |     |     |     |     |
| 1971   | Autodelta                                      | Alfa Romeo T33              | BUA | DAY | SEB | BRH | MON | SPA | TAR | NÜR | LEM | ZEL | WAT |     |     |     |     |     |     |     |     |     |
| 1971   | Autodelta                                      | Alfa Romeo T33              | 4   |     | 3   | 1   | 3   | 3   | 2   | 4   |     | DNF | 1   |     |     |     |     |     |     |     |     |     |
| 1972   | Giovanni Alberti                               | Alfa Romeo T33              | BUA | DAY | SEB | BRH | MON | SPA | TAR | NÜR | LEM | ZEL | WAT |     |     |     |     |     |     |     |     |     |
| 1972   | Giovanni Alberti                               | Alfa Romeo T33              | 3   | 5   | DNF | 4   |     |     | 3   | 3   | 4   |     |     |     |     |     |     |     |     |     |     |     |
| 1973   | Ceramiche Pagnossin Autodelta                  | March 73S Alfa Romeo T33    | DAY | VAL | DIJ | MON | SPA | TAR | NÜR | LEM | ZEL | WAT |     |     |     |     |     |     |     |     |     |     |
| 1973   | Ceramiche Pagnossin Autodelta                  | March 73S Alfa Romeo T33    |     |     |     | DNF |     | DNF | DNF |     |     |     |     |     |     |     |     |     |     |     |     |     |
| 1974   | Autodelta                                      | Alfa Romeo T33              | MON | SPA | NÜR | IMO | LEM | ZEL | WAT | LEC | BRH | KYA |     |     |     |     |     |     |     |     |     |     |
| 1974   | Autodelta                                      | Alfa Romeo T33              | 3   |     | 3   | 3   |     | 2   |     |     |     |     |     |     |     |     |     |     |     |     |     |     |